# Gerhard Weigel
Gerhard Weigel (Flöha, 23 febbraio 1908 – Flintsbach am Inn, 13 luglio 1998) è stato un militare tedesco, SS-Sturmbannfuhrer comandante del campo di concentramento di Sachsenburg e ispettore di tutte le brigate di costruzione delle SS.

## Biografia
Weigel fu figlio di un funzionario del fisco. Dopo aver completato il liceo a Chemnitz nel 1923, completò l'apprendistato come idraulico e tecnico del riscaldamento dal 1923 al 1928. Frequentò la scuola tecnica superiore tedesca fino al 1928 e lavorò a Bautzen fino al 1930. Dopo un periodo di disoccupazione e dopo che i nazionalsocialisti presero il potere nel 1933, fu impiegato nell'amministrazione del Ministero della Cultura in Sassonia.
Fu membro della Gioventù hitleriana dal 1927 e delle SA dal 1929. Il 23 febbraio 1929 si unì al NSDAP (numero di iscrizione 157.373) e l'11 gennaio 1930 alle SS (numero SS 6.089). Dal giugno 1934 fu membro del Sonderkommando che forniva le guardie al campo di concentramento di Sachsenburg.
Il 9 novembre 1934 fu nominato comandante del reparto di custodia protettiva del campo di concentramento di Sachsenburg e in poco meno di un anno fu nominato aiutante del comandante del campo. Tra il 1936 e il 1937 assunse la direzione dell'amministrazione della costruzione del campo oltre alla sua posizione di aiutante. Dall'inizio dell'agosto 1938 fu ingegnere del campo nel campo di Buchenwald e dalla primavera del 1938 ricoprì lo stesso incarico nel campo di Sachsenhausen. 
Dal 1941 fu direttore a Klagenfurt con le Waffen-SS e poi a Dachau. Dopo ulteriori brevi incarichi, fu a capo prima della II brigata edile nel campo di concentramento di Neuengamme nel settembre 1942 e dal marzo 1944 della V brigata. Dal 15 ottobre 1944 fino alla fine della guerra fu ispettore delle brigate di costruzione delle SS presso l'Amtsgruppe C del WVHA.
Dopo la guerra lavorò come ingegnere presso la AEG, continuando a vivere in Germania. Fu interrogato come testimone dei fatti solo nel 1969 e nel 1972 nell'ambito delle indagini preliminari sull'operato delle brigate edili.